# Leptostylis azaniensis
Leptostylis azaniensis är en kräftdjursart som beskrevs av Jones 1969. Leptostylis azaniensis ingår i släktet Leptostylis och familjen Diastylidae.
Artens utbredningsområde är Kenya. Inga underarter finns listade i Catalogue of Life.